# جوزيف كاروف
جوزيف كاروف (بالإنجليزية: Joseph Caroff؛ 18 أغسطس 1921 – 17 أغسطس 2025) مصمّم غرافيك أمريكي، اشتهر بابتكاره شعار «007» المقرون بالمسدّس لسلسلة أفلام جيمس بوند، وبتصميم ملصقات سينمائية وهويات بصريّة لعدد من الأعمال والشركات.

## النشأة
وُلِد جوزيف في بلدة روزيلي بولاية نيوجيرسي لأبوين مهاجرين يهود من بيلاروس. درس في معهد برات ببروكلين حتى 1942، ثم عمل مساعدًا في مرسم المصمّم الفرنسي جان كارلو في مانهاتن، قبل أن يُستدعى للخدمة في الجيش الأمريكي بالمملكة المتحدة خلال الحرب العالمية الثانية.

## مسيرته المهنية

شعار «007» الشهير المرتبط بسلسلة أفلام جيمس بوند.

بعد عودته إلى نيويورك عمل في وكالات دعاية، ثم تفرّغ للعمل الحر في النشر والتغليف والدعاية السينمائية. في 1965 أسّس وكالة «جي. كاروف أسوشييتس»، وفي 1986 شارك المصمّم لون كيرشنر تأسيس «كيرشنر–كاروف». من أبرز أعماله ملصقات «قصة الحي الغربي» و«ليلة من يوم شاق» و«ملهى» و«التانغو الأخير في باريس»، إلى جانب ابتكاره شعار «007» الشهير المقرون بالمسدّس لسلسلة أفلام جيمس بوند الذي ظهر لأول مرة ضمن الحملة الدعائية لفلم «دكتور نو» (1962). كما وضع عناوين افتتاحية لعددٍ من الأفلام، منها «الإغراء الأخير للسيد المسيح» و«جسر بعيد جدًا». اعتزل التصميم عام 2006 ليتفرّغ للرسم وإقامة معارض الفنون.

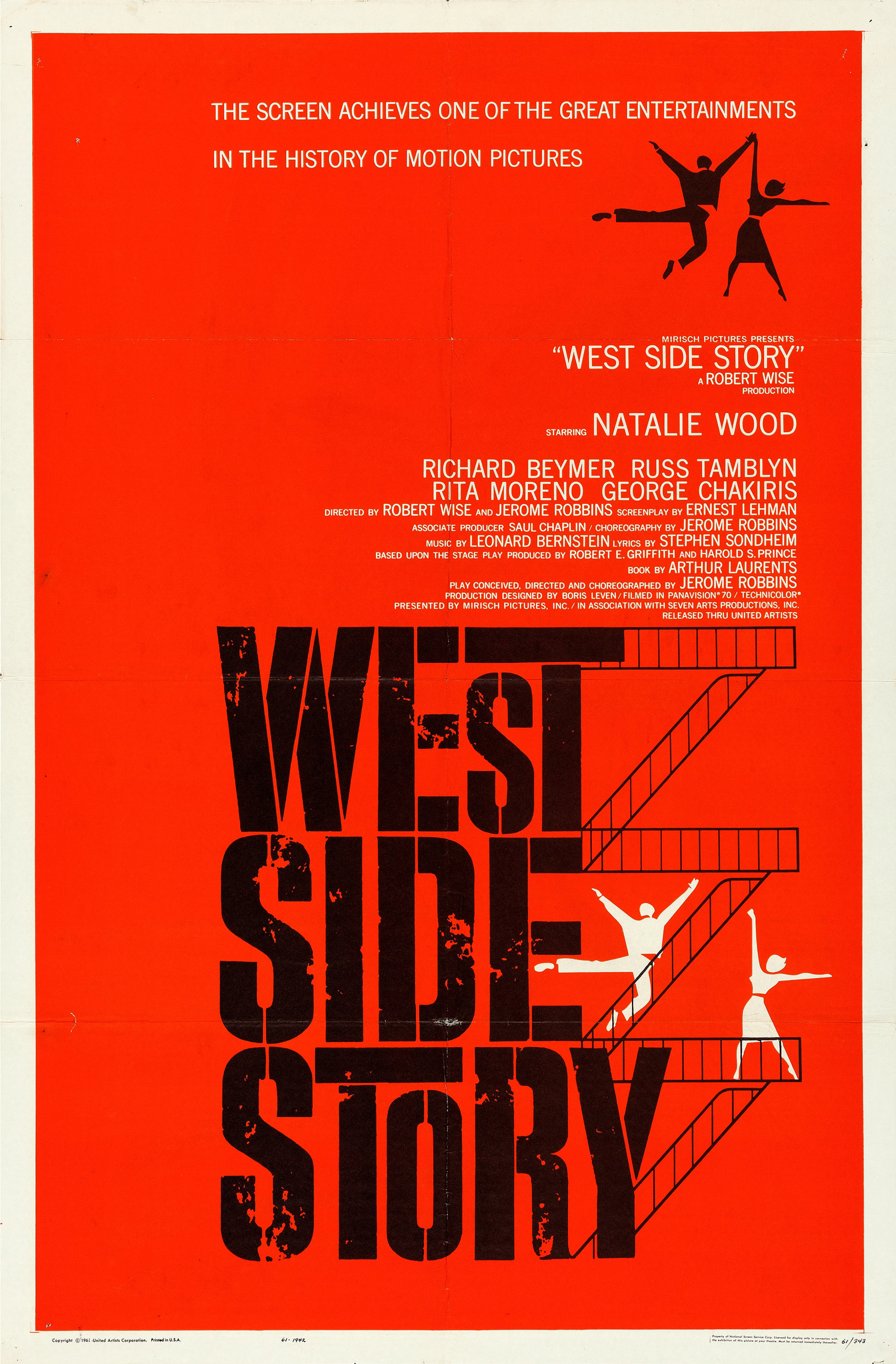
ملصق فيلم «قصة الحي الغربي» (1961).

## الحياة الشخصية والوفاة
عاش في مانهاتن مع زوجته فيليس فريدمان حتى وفاتها في فبراير 2025، ولهما ابنان. تُوفي كاروف في 17 أغسطس 2025 عن 103 أعوام، قبل يوم من بلوغه عامه الرابع بعد المئة.

## الأعمال
| السنة       | العمل                       | نوع العمل             | الجهة/المخرج                 |
| ----------- | --------------------------- | --------------------- | ---------------------------- |
| 1948–1949   | العراة والموتى              | غلاف كتاب             | نورمان ميلر                  |
| 1961        | قصة الحي الغربي             | ملصق                  | روبرت وايز وجيروم روبنز      |
| 1962        | دكتور نو / جيمس بوند        | شعار «007»            | تيرينس يونغ                  |
| 1964        | ليلة من يوم شاق             | ملصق فلم              | ريتشارد ليستير               |
| 1972        | ملهى                        | ملصق                  | بوب فوس                      |
| 1972        | التانغو الأخير في باريس     | ملصق فيلم/كتابة عنوان | برناردو برتولوتشي            |
| 1975        | رولربول                     | كتابة عنوان           | نورمان جويسون                |
| 1979        | مانهاتن                     | ملصق/كتابة            | وودي آلن                     |
| 1980        | ذكريات غبار النجوم          | ملصق                  | وودي آلن                     |
| 1983        | زيليغ                       | ملصق                  | وودي آلن                     |
| 1985        | موت بائع متجول              | عناوين افتتاحية       | فولكر شلوندورف               |
| 1988        | الإغراء الأخير للسيد المسيح | عناوين افتتاحية       | مارتن سكورسيزي               |
| الثمانينيات | شعار «ABC Olympics»         | شعار                  | هيئة الإذاعة الأمريكية       |
| —           | شعارات لقنوات وبرامج        | شعار                  | شبكة فوكس التلفزيونية وغيرها |

## وصلات خارجية
- الموقع الرسمي
- جوزيف كاروف في قاعدة بيانات الأفلام على الإنترنت